# Tristachya pedicellata
Tristachya pedicellata là một loài thực vật có hoa trong họ Hòa thảo. Loài này được Stent miêu tả khoa học đầu tiên năm 1923.